# Ekstraliga polska w unihokeju mężczyzn 2020/2021
Ekstraliga polska w unihokeju mężczyzn 2020/2021 – 24. edycja najwyższych w hierarchii rozgrywek ligowych polskiego klubowego unihokeja w Polsce.
Tytułu broni zespół KS Górale Nowy Targ. 
W sezonie 2020/2021 Zwyciężył zespół UKS Bankówka Zielonka, pokonując w finale Szarotkę Nowy Targ, trzecie miejsce zajął zaś Floorball Gorzów Wielkopolski. 

## Uczestnicy rozgrywek
| Lp. | Drużyna                                  |
| --- | ---------------------------------------- |
| 1   | UKS Bankówka Zielonka                    |
| 2   | I LO UKS Floorball Gorzów Wielkopolski   |
| 3   | KS Gorący Potok Szarotka Nowy Targ       |
| 4   | SKS Olimpia Łochów                       |
| 5   | KS Górale Nowy Targ                      |
| 6   | Akademia Unihokeja Politechniki Łódzkiej |
| 7   | TKKF Pionier Tychy                       |
| 8   | JohnnyBros Olimpia Osowa Gdańsk          |

## Tabela
Ostatnia aktualizacja: 2.06. 2021

### Sezon zasadniczy
| Pozycja | Zespół                                   | M  | W  | P  | RZ | RP | Bramki   | Punkty |
| ------- | ---------------------------------------- | -- | -- | -- | -- | -- | -------- | ------ |
| 1       | UKS Bankówka Zielonka                    | 14 | 12 | 2  | 0  | 0  | 141 - 51 | 36     |
| 2       | KS Gorący Potok Szarotka Nowy Targ       | 14 | 11 | 1  | 1  | 1  | 109 - 53 | 36     |
| 3       | I LO UKS Floorball Gorzów Wielkopolski   | 14 | 10 | 2  | 2  | 0  | 104 - 52 | 34     |
| 4       | SKS Olimpia Łochów                       | 14 | 7  | 4  | 0  | 3  | 85 - 76  | 24     |
| 5       | KS Górale Nowy Targ                      | 14 | 6  | 7  | 1  | 0  | 73 - 91  | 20     |
| 6       | Akademia Unihokeja Politechniki Łódzkiej | 14 | 3  | 10 | 0  | 1  | 64 - 114 | 10     |
| 7       | JohnnyBros Olimpia Osowa Gdańsk          | 14 | 2  | 11 | 1  | 0  | 72 - 105 | 8      |
| 8       | TKKF Pionier Tychy                       | 14 | 0  | 14 | 0  | 0  | 5 - 111  | 0      |

## Final Four

### Półfinały
- UKS Bankówka Zielonka 13 – 5 Olimpia Łochów[1]
- Szarotka Nowy Targ 6 – 5 Floorball Gorzów Wielkopolski[1]

### Mecz o 3. miejsce
- Olimpia Łochów 6 – 7  Floorball Gorzów Wielkopolski[1]

### Finał
- Bankówka Zielonka 3 – 2 Szarotka Nowy Targ[1]

## Punktacja kanadyjska
Ostatnia aktualizacja: 2.06. 2021
| Lp. | Zawodnik         | Drużyna                                  | Punkt. kan. | Bramki | Asysty | Kary (min) | Ilość roz. spotkań |
| --- | ---------------- | ---------------------------------------- | ----------- | ------ | ------ | ---------- | ------------------ |
| 1.  | Michał Sieńko    | Bankówka Zielonka                        | 54          | 23     | 31     | 4          | 14                 |
| 2.  | Mateusz Antoniak | Bankówka Zielonka                        | 46          | 30     | 16     | 4          | 12                 |
| 3.  | Łukasz Chlebda   | Gorący Potok Szarotka Nowy Targ          | 38          | 23     | 15     | 0          | 12                 |
| 4.  | Łukasz Ślusarek  | Gorący Potok Szarotka Nowy Targ          | 28          | 13     | 15     | 8          | 11                 |
| 5.  | Wojciech Bojko   | Floorball Gorzów                         | 27          | 16     | 11     | 19         | 12                 |
| 6.  | Kacper Skura     | Olimpia Łochów                           | 27          | 20     | 7      | 8          | 11                 |
| 7.  | Robert Krawczyk  | Akademia Unihokeja Politechniki Łódzkiej | 26          | 15     | 11     | 17         | 13                 |